# 도깨비불 (영화)
도깨비불(Le Feu Follet, Will O' The Wisp)은 이탈리아, 프랑스에서 제작된 루이 말 감독의 1963년 드라마 영화이다. 모리스 로네 등이 주연으로 출연하였다.

## 출연

### 주연
- 모리스 로네

### 조연
- 이본느 클레크
- 위베르 데샹
- 쟝 폴 몰리노트
- 피에르 몬코르비에
- 우슬라 쿠블레
- 잔느 모로
- 로메인 부테일
- 작크 세레이
- 알렉산드라 스튜어트
- 앙리 세르

## 제작진
- 미술: 버나드 에베인

## 같이 보기
- 제36회 아카데미상 외국어영화상 출품작 목록